# Mimi Aarden
Mimi Aarden (3. Mai 1924 in Steenbergen, Niederlande – 3. Mai 2013 in Breda, Niederlande) war eine niederländische Opernsängerin (Mezzosopran).

## Leben
Mimi Aardens Vater war der Besitzer des Hotel Aarden in Steenbergen, Jan Aarden. Mimi Aarden studierte am  Conservatorium van Amsterdam bei Ruth Horna und Daniella Lohoff. Sie nahm auch bei Jo Immink (1896–1995) Unterricht. 1949 debütierte sie an der Nationale Opera Amsterdam als Carmen. 1953 sang sie die Carmen an der Oper in Utrecht. Im gleichen Jahr sang sie die dritte Dame in der Zauberflöte. Nach ersten Erfolgen begab sie sich auf weitere erfolgreiche Auslandsgastspiele. 1955 bis 1956 war sie an der Städtischen Oper Berlin, 1958 bis 1959 an der Oper Köln und von 1960 bis 1964 an der Staatsoper Hamburg.  Am 22. Mai 1960 sang sie in der Uraufführung des Prinzen von Homburg von Hans-Werner Henze die Kurfürstin. Sie gastierte auch in Wien.
Mimi Aarden war häufig in Belgien zu Gast, so an der Oper Antwerpen und an der Oper Gent, 1962 und 1963 als Azucena in Il trovatore an der Opéra de Wallonie in Lüttich und 1966 am Brüsseler Opernhaus La Monnaie/De Munt. Ihre Karriere führte sie auch erfolgreich in den Niederlanden fort. Dort sang sie 1956 in der Uraufführung der Oper Sampiero Corso von Henri Tomasi. 
Aarden trat auch beim Holland Festival auf. Hier sang sie 1957 Baba the Turk in The Rake’s Progress und 1965 De Droom [Der Traum] von Ton de Leeuw. Sie war auch als Konzertsängerin erfolgreich.
Weitere Partien waren u. a. die Eboli in Don Carlos, Amneris in Aida – 1958 an der Covent Garden Oper in London –, Ulrica in Un ballo in maschera, Marcellina in Le nozze di Figaro, Jocasta in Oedipus Rex, Emilia in Otello, Annina im Rosenkavalier, Lucretia in The Rape of Lucretia und Kabanicha in Lady Macbeth von Mzensk.
Ihr letzter Auftritt war 1970 als Carmen in Tilburg.